# نيكولاس كورديرو
نيكولاس كورديرو (بالإسبانية: Nicolás Cordero)‏ هو لاعب كرة قدم أوروغواياني في مركز الدفاع، ولد في 9 مارس 1993 في مونتفيدو في الأوروغواي. لعب مع نادي دلكورد وناسيونال مونتيفيديو.

## وصلات خارجية
- نيكولاس كورديرو على موقع قاعدة بيانات كرة القدم.إي يو (الإنجليزية)
- نيكولاس كورديرو على موقع Soccerway.com (الإنجليزية)